# 桜山神社 (熊本市)
桜山神社（さくらやまじんじゃ）は、熊本県熊本市中央区に鎮座する神社である。天照大御神・豊受大神を主祭神とし、林桜園、明治維新で活躍した肥後勤王党の志士、神風連の烈士らを合わせ祀る。境内には「神風連資料館」がある。

## 概要
1885年（明治18年）、明治維新で活躍した肥後勤王党と、神風連の遺族が、飽田郡宇留毛村（現熊本市中央区黒髪）に、「誠忠の碑」と「123士の碑」を建立し、桜山同志会を組織したことが起こり。その後、1913年（大正2年）に桜山祠堂（さくらやましどう）を建築した。第二次大戦後の1948年（昭和23年）、桜山祠堂から、桜山神社へ改称した。熊本在住作家、思想家、荒木精之は1978年（昭和53年）境内に、財団法人神風連資料館を建て、理事長になる。なお、神域には、林桜園の墓、宮部鼎蔵の歌碑、太田黒伴雄、加屋霽堅以下123士の墓、荒木精之の顕彰碑などもある。

## 神風連資料館
1978年（昭和53年）11月、桜山神社の境内に造営。神風連の変は、1876年（明治9年）に熊本市でおきた士族反乱である。神風連資料館では、神風連の烈士や肥後勤王党関係の武具・絵画・遺墨・遺品等約500点を展示している。2024年8月31日をもって、閉館予定。なお、資料は熊本博物館に寄贈予定。

### 基本情報
- 開館時間 - 9:30～16:30
- 休館日 - 火曜日、年末年始
- 入館料 - 大人300円。中・高校生200円。小学生100円。団体割引有り。
- 駐車場 - 有（無料、6台）